# 高南鰍
高南鰍（學名：Schistura phamhringi）為輻鰭魚綱鯉形目條鰍科南鰍屬的其中一種。分布於亞洲印度曼尼普爾邦Dutah河流域，體長可達6.1公分，棲息在礫石底質，水流快速的河川底層水域，生活習性不明。

## 扩展阅读
維基物種上的相關：高南鰍